# Opaljenik
Opaljenik (en serbe cyrillique : Опаљеник) est un village de Serbie situé dans la municipalité d’Ivanjica, district de Moravica. Au recensement de 2011, il comptait 210 habitants.

## Démographie
| 1948 | 1953 | 1961 | 1971 | 1981 | 1991 | 2002 | 2011 |
| ---- | ---- | ---- | ---- | ---- | ---- | ---- | ---- |
| 648  | 695  | 722  | 644  | 518  | 366  | 273  | 210  |

|  |

## Personnalité
L'évêque et académicien Joanikije Nešković (1804-1873) est né au hameau de Milandža sur le territoire d'Opaljenik.